# Hatfield (hrabstwo Hampshire)
Hatfield – jednostka osadnicza w Stanach Zjednoczonych, w stanie Massachusetts, w hrabstwie Hampshire.